# 印度炸薄饼
印度炸薄饼（Papadam）是一种口感松脆的麵餅，它的原料是黑豆粉製成的干面团，人們也可以用扁豆、鹰嘴豆、大米、木薯、小米或土豆來制成面粉。之後這些麵團經過油炸或者被干火煮（在明火上翻转）後便形成印度炸薄饼。食用印度炸薄饼時可以蘸上酸辣酱等調味料。不過槟城消费人协会主席莫哈末依德里斯認為，印度炸薄饼钠含量过高，應該限制食用。